# Miguel Ángel España Rosado
Miguel Ángel España Rosado   (Madrid, 13 de febrer de 1973) és un exfutbolista i entrenador madrileny. De jugador ocupava la posició de porter.

## Trajectòria
Va començar a destacar a les files del Rayo Vallecano. Al club madrileny seria el porter suplent entre 1994 i 1998, tot jugant 14 partits en Segona i 7 en primera divisió. L'estiu de 1998 fitxa per l'Hèrcules CF, on tampoc es fa amb la titularitat.
Posteriorment, ha militat en altres equips valencians com l'Alacant CF o l'Oriola CF. Després de la seua retirada, ha ocupat el càrrec d'entrenador de porters per a les seleccions inferiors espanyoles.